# John Mill (teólogo)
John Mill (1645 - 23 de junho de 1707) foi um teólogo inglês  conhecido por sua edição crítica do Novo Testamento grego, que incluía notas sobre mais de trinta mil variantes textuais nos diversos manuscritos do Novo Testamento. 

## Biografia
Mill nasceu por volta de 1645 em Shap em Westmorland, ingressou no Queen's College, Oxford, como servidor em 1661, e obteve seu mestrado em 1669, ano em que falou a "Oratio Panegyrica" na abertura do Sheldonian Theatre. Logo depois, ele se tornou membro do Queen's. Em 1676, tornou-se capelão do bispo de Oxford e, em 1681, obteve a reitoria de Bletchington, Oxfordshire, e foi nomeado capelão de Carlos II. De 1685 até sua morte, ele foi diretor de St Edmund Hall, Oxford; e em 1704 ele foi nomeado pela rainha Anne para um estábulo prebendal em Canterbury. Ele morreu quinze dias após a publicação de seu Testamento grego.

## Crítica textual

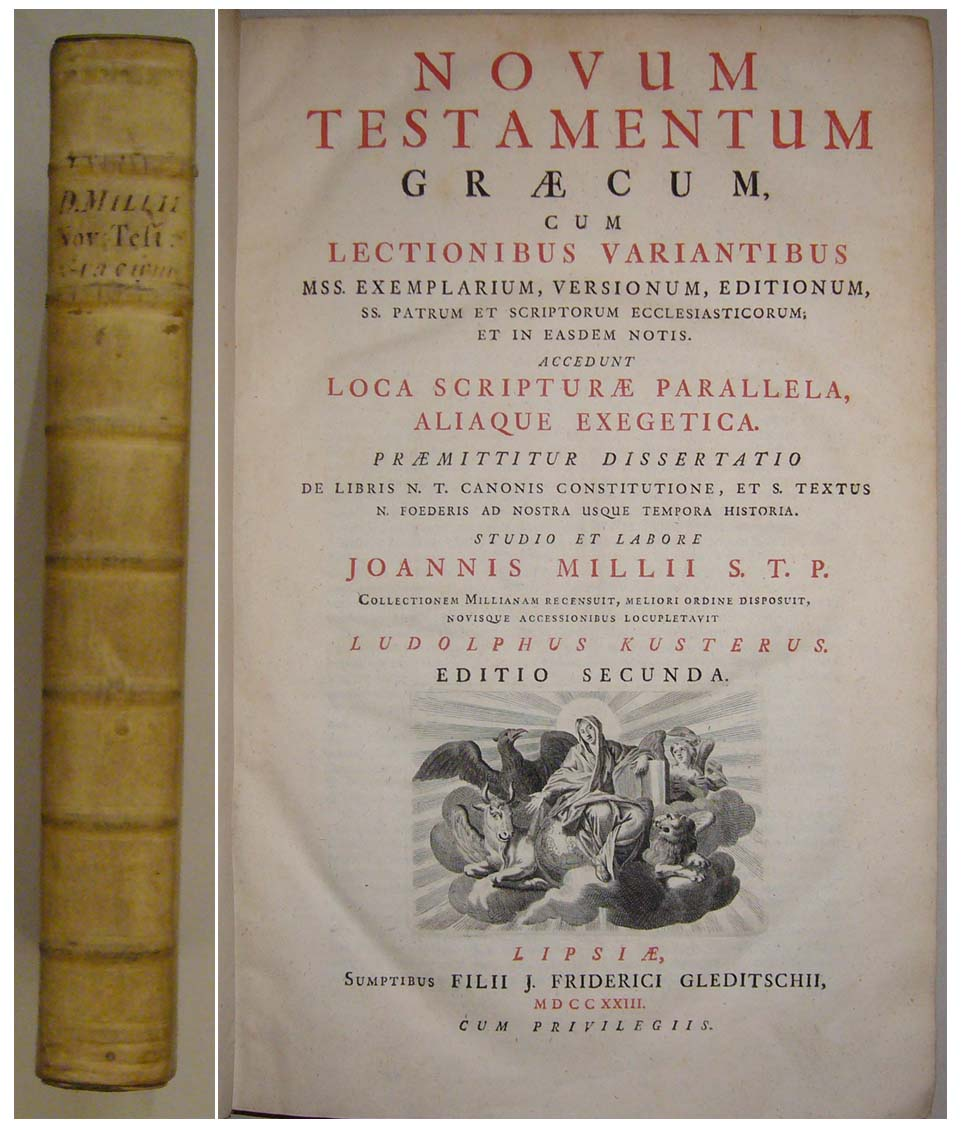
Novum testamentum græcum

O Novum testamentum graecum de Mill (Oxford, fol. 1707) foi realizado com o incentivo de John Fell, seu predecessor no campo da crítica do Novo Testamento; o livro levou trinta anos para ser concluído e foi um grande avanço em relação aos estudos anteriores. O texto é de Robertus Stephanus (1550), mas as notas, além de incluirem todas as coleções previamente existentes de várias leituras, adicionam um vasto número derivado de seu próprio exame de muitos manuscritos e versões orientais (a última das quais ele usou apenas nas traduções latinas).
O trabalho de Mill observou mais de 30.000 discrepâncias entre cerca de 100 manuscritos existentes do Novo Testamento. Seu trabalho foi atacado por Daniel Whitby e Anthony Collins. O Examen de Whitby afirmou que Mill havia destruído a validade do texto. Collins recebeu uma resposta de Bentley (Phileleutherus lipsiensis ) defendendo Mill, observando essencialmente que Mill não era responsável pelas diferenças entre os vários manuscritos, ele apenas as apontava. 